# Armando Pulido
Armando Guadalupe Pulido Izaguirre  (Ciudad Victoria, Tamaulipas, México; 25 de marzo de 1989) es un futbolista mexicano que juega como delantero. Actualmente es jugador del Correcaminos de la UAT de la Liga de Ascenso de México.
Fue ídolo de la afición regiomontana por sus goles en la SuperLiga 2009, a Chivas USA y los otros dos al Chicago Fire, siendo el máximo anotador de esa edición con 3 goles anotando su primer gol el día de su debut y de una manera espectacular, de "chilena". Tiene un potente remate de pierna izquierda. En enero de 2016 fue diagnosticado con cáncer testicular, cortando así uno de ellos. 
Es hermano del también futbolista Alan Pulido, quien juega como delantero en el Sporting Kansas City de la Major League Soccer y su cuñada es Ileana salas.

## Clubes
| Club             | País   | Año         |
| ---------------- | ------ | ----------- |
| Tigres UANL      | México | 2009 - 2010 |
| Club Tijuana     | México | 2010 - 2012 |
| Querétaro FC     | México | 2012        |
| Correcaminos UAT | México | 2013 - 2014 |
| Kissamikos       | Grecia | 2015        |
| Correcaminos UAT | México | 2016 - ?    |

## Palmarés

### Títulos nacionales
| Título             | Club         | País   | Año  |
| ------------------ | ------------ | ------ | ---- |
| Campeón de Ascenso | Club Tijuana | México | 2011 |

### Títulos internacionales
| Título    | Club        | País           | Año  |
| --------- | ----------- | -------------- | ---- |
| SuperLiga | Tigres UANL | Estados Unidos | 2009 |

### Distinciones individuales
| Distinción                                                | Año  |
| --------------------------------------------------------- | ---- |
| Campeón de goleo de la SuperLiga Norteamericana (3 goles) | 2009 |